# Meleh Beyglar
Meleh Beyglar (persiska: مله بیگلر) är en ort i Iran.   Den ligger i provinsen Kermanshah, i den västra delen av landet, 500 km väster om huvudstaden Teheran. Meleh Beyglar ligger 1 505 meter över havet och antalet invånare är 122.
Terrängen runt Meleh Beyglar är huvudsakligen kuperad, men österut är den platt. Runt Meleh Beyglar är det ganska tätbefolkat, med 60 invånare per kvadratkilometer. Närmaste större samhälle är Kūzarān-e Sanjābī, 7,8 km öster om Meleh Beyglar. Trakten runt Meleh Beyglar består i huvudsak av gräsmarker.